# Championnats d'Océanie de boxe amateur 2017
Navigation
Édition précédente Édition suivante
La 32e édition des championnats d'Océanie de boxe amateur s'est déroulée à Gold Coast, Australie, du 26 au 29 juin 2017. 

## Résultats

### Podiums
| Catégories                  | Or             | Argent          | Bronze                                       |
| Poids mi-mouches (-49 kg)   | Alex Winwood   | Maxie Magea     |                                              |
| Poids mouches (-52 kg)      | Charles Keama  | Tyler Blizzard  | Ivan Pavich                                  |
| Poids coqs (-56 kg)         | Sam Goodman    | Boe Warawara    | Keegan O'Kane-Jones Beipu Noka               |
| Poids légers (-60 kg)       | Harry Garside  | Chad Milnes     |                                              |
| Poids super-légers (-64 kg) | Richie Hadlow  | Colan Caleb     | John Ume Fineasi Aho Matangi Lelei Tuipulotu |
| Poids welters (-69 kg)      | Andrew Hunt    | Winston Hill    | Leroy Hindley John Barry Moleni              |
| Poids moyens (-75 kg)       | Ryan Scaife    | Henry Tyrell    | Campbell Somerville Francis Togagae          |
| Poids mi-lourds (-81 kg)    | Clay Waterman  | Jarrod Banks    | Alema Aukuso Leleisiuao                      |
| Poids lourds (-91 kg)       | David Nyika    | Jason Whateley  | Filimaua Hala Talamoni Clayton Kami          |
| Poids super-lourds (+91 kg) | Joseph Goodall | Patrick Mailata | Ishmael Liaina                               |

### Tableau des médailles
- Pays hôte (Australie)

| Rang  | Nation                    | Or | Argent | Bronze | Total |
| ----- | ------------------------- | -- | ------ | ------ | ----- |
| 1     | Australie                 | 6  | 2      | 1      | 9     |
| 2     | Nouvelle-Zélande          | 3  | 3      | 3      | 9     |
| 3     | Papouasie-Nouvelle-Guinée | 1  | 1      | 3      | 5     |
| 4     | Samoa                     | 0  | 1      | 3      | 4     |
| 5     | Nauru                     | 0  | 1      | 1      | 2     |
| 6     | Fidji                     | 0  | 1      | 0      | 1     |
| 6     | Vanuatu                   | 0  | 1      | 0      | 1     |
| 8     | Tonga                     | 0  | 0      | 2      | 2     |
| Total | Total                     | 10 | 10     | 13     | 33    |

## Référence
1. ↑  (en) OCBC Oceanian Boxing Championships 2017 : Number of Entries by Team (aiba.org)